# Idris-i Bidlisi
Mevlana Hakimeddín İdris Mevlana Hüsameddín Ali-ül Bitlisi (Bitlis o Diyarbakır, entre 1452 i 1457 - Istanbul, 1520), conegut com a Idris-i Bidlisi, fou un historiador, poeta, traductor i cal·lígraf, així com un alt funcionari i cap militar otomà d'origen kurd. Les seves obres més conegudes són (escrites en persa): Haixt bihixt ("Vuit paradisos"), la història de vuit sultans, d'Osman I a Baiazet II, i Selim-name o Selim Xah-name, història sobre Selim I. També va escriure diversos tractats en àrab i traduccions al persa, així com diverses poesies.
El 1501 va fugir a territori otomà i se li va encarregar escriure una història dels otomans en persa, que va completar en 30 mesos, però que no va agradar per una suposada indulgencia amb els perses. A més, a la campanya de Caldiran va guanyar els prínceps kurds sunnites a la causa otomana.
Diversos membres de la seva família van ser emirs de Bitlis, el més conegut dels quals va ser Xàraf-ad-Din Bitlisi, igualment historiador i autor del Xàraf-name, la principal història del poble kurd.